# Majestic 12
Majestic 12 is een verondersteld Amerikaans geheim genootschap bestaande uit hooggeplaatste legerleiders, regeringsmedewerkers en wetenschappers, gevormd in 1947 door president Harry S. Truman. Het doel zou zijn om het Roswellincident te onderzoeken.
Majestic 12 maakt vaak deel uit van complottheorieën over schaduwregeringen en ufo's. Dit wordt gevoed door een FBI-document uit 1950 waarin een medewerker melding maakt van drie neergestorte vliegende schotels met in totaal negen mensachtigen.
Een ander document, genaamd Operatie Majestic12, zou het bestaan aantonen. De FBI doet dit document echter af als complete onzin.
De volgende personen zijn in de genoemde documenten beschreven als "designated members" van Majestic 12:
- Roscoe Hillenkoetter
- Vannevar Bush
- James Forrestal
- Nathan Twining
- Hoyt Vandenberg
- Detlev Bronk
- Jerome Clarke Hunsaker
- Sidney Souers
- Gordon Gray
- Donald Menzel
- Robert Montague
- Lloyd Berkner